# Pseudohalonectria aomoriensis
Pseudohalonectria aomoriensis är en svampart som beskrevs av Yas. Ono & Tak. Kobay. 2001. Pseudohalonectria aomoriensis ingår i släktet Pseudohalonectria och familjen Magnaporthaceae.   Inga underarter finns listade i Catalogue of Life.